# جوزيبي فريليني

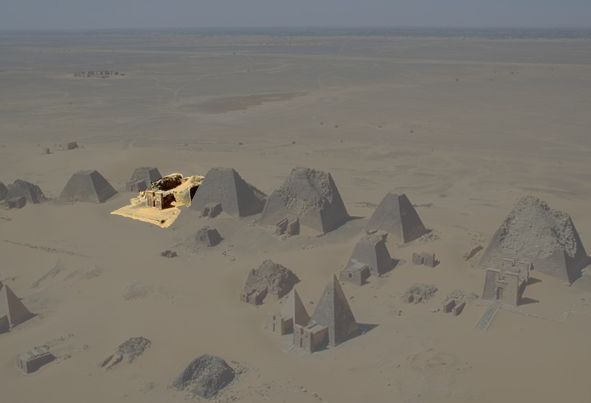
آثار هجوم فريليني علي هرم الملكة أماني شكتو.

جوزيبي فريليني 1800- 1870 م هو طبيب إيطالي من بولونيا، تحول إلى مستكشفٍ وعالم آثار، واشتهر دولياً لقيامه بتحطيم ما يزيد عن 40 هرماً في السودان ومصر. في حدود عام 1820 م.
خدم كجراح مرافقٍ للجيش المصري إبَّان الغزو التركي للسودان، وفي حين استقرت القوات في الخرطوم وسنار شدَّ هو الرّحال إلى مروي والنقعة ونوري بحثاً عن الكنوز، وقام بتفجير العديد من الأهرامات حتى وجد مخبأً واحداً فقط من الذهب والمجوهرات الكوشية، التي اتضح لاحقاً أنها تخصُّ الملكة أماني شكتو، وسارع إلى عرضها علي المتاحف الأوربية في ميونخ وبرلين، ولكن المتاحف رفضت اعتبار هذه المجوهرات آثاراً لدقَّة صنعها وجمالها الفائق ولعدم تصديقهم أنَّ هذه الجودة يمكن أن تكون صنعت في أفريقيا، وبعد فترةٍ تم شرائها منه.
وإن كان السودانيون لم يوثّقوا الجرائم التي قام بها جوزيبي فريليني، لكن وفقاً للروائي الأمريكي بول ثيروكس فإنَّ فريليني قام بنسف الأهرامات بالديناميت من القمم، ممَّا شوَّهها وأفقدها لوحاتها الجمالية وطمس أسرارها. من أبرز الآثار التي تركها فريليني هو تجريف الهرم رقم 6 «هرم الملكة النوبية أماني شكتو».

## وصلات خارجية
- تدمير هرم الملكة النوبية أماني شكتو.